# I Run Shit
I Run Shit – wydany 13 września 2005 singel amerykańskiego rapera DMX-a, promujący album "Year of the Dog...Again". Gościnnie wystąpił na nim raper z Bloodline Records, Big Stan.
W utworze DMX nawiązuje do wypowiedzi Alonzo z filmu "Training Day" - (I run shit here, you just live here! Yeah, that's right, you better walk away!).

## Lista utworów
1. "I Run Shit" (Radio)
2. "I Run Shit" (LP)
3. "I Run Shit" (Instrumental)